# 24260 Krivan
Krivan (asteróide 24260) é um asteróide da cintura principal, a 2,2567999 UA. Possui uma excentricidade de 0,1306172 e um período orbital de 1 527,63 dias (4,18 anos).
Krivan tem uma velocidade orbital média de 18,48637487 km/s e uma inclinação de 14,27873º.
Este asteróide foi descoberto em 13 de Dezembro de 1999 por Peter Kušnirák.